# Остафийчук, Богдан Константинович
Богдан Константинович Остафийчук (8 февраля 1948, село Химчин Косовского района, сейчас — Ивано-Франковская область — 3 февраля 2024, Ивано-Франковск) – украинский физик-материаловед, доктор физико-математических наук, профессор, заслуженный деятель науки и техники Украины (2005 год), член-корреспондент НАНУ (2006 год).

## Биография
В 1970 году окончил физико-математический факультет Ивано-Франковского государственного педагогического института и был оставлен для работы в научно-исследовательской лаборатории.
В 1972 году поступил в аспирантуру Института металлофизики АН УССР (научный руководитель В. В. Немошкаленко). В 1975 году защитил кандидатскую диссертацию «Рентгеновские эмиссионные спектры и электронная структура некоторых соединений переходных металлов состава АВ2». Работал там же в должности младшего и старшего научного сотрудника.
С 1979 года заведовал основанной им лабораторией физики магнитных плёнок, в которой была разработана технология получения новых термостойких материалов путём их горячего прессования для работы в сильноагрессивных средах химического производства, созданы защитные покрытия металлов и сплавов, а также предложены новые высокодисперсные поликристаллические материалы, которые имеют способность поглощать высокочастотное электромагнитное излучение.
С 1993 года проректор по научной работе, в 2005-2012 годах — ректор Прикарпатского государственного университета имени Василя Стефаника, с 2012 года — заведующий кафедрой материаловедения и инновационных технологий.
В 1995 году защитил докторскую диссертацию «Структура и магнитные свойства ионно-имплантированных эпитаксиальных ферит-гранатовых сплавов».
Автор более 200 научных работ, в числе которых 3 монографии, 8 учебных пособий, свыше 150 статей, 20 авторских свидетельств и патентов на изобретения.
Заслуженный деятель науки и техники Украины (2005 год), член-корреспондент НАНУ (2006 год). Лауреат Государственной премии Украины в области науки и техники (2002 год).

## Сочинения
- Кристаллическая и магнитная структура имплантированных слоёв монокристаллических плёнок железо-иттриевого граната / Б. К. Остафийчук, В. А. Олейник, В. М. Пылыпив [и др.]. - Киев : ИМФ, 1991 год. - 69 с. : ил.; 20 см.
- Структурное и магнитное разупорядочение в феррит-гранатовых пленках имплантированных ионами фтора / Б. К. Остафийчук, В. Д. Федорив, В. А. Олейник, Е. И. Зубко, О. Н. Ворончак // Физика твердого тела, 32:11 (1990 год), 3422–3424.